# Joseph Labaszynski
Joseph Labaszynski, znany także jako Joseph Labaschinski (ur. 1802 w Gnieźnie, zm. 1894 w Borku Wielkopolskim) – rabin Sierakowa, ok. 1830 rabin Frankfurtu nad Odrą, potem rabin m.in. w Babimoście (ok. 1835-1847) i Choszcznie, podrabin (moreh s. ädäq) Środy Wielkopolskiej (1853) i rabin Borku Wielkopolskiego (1862).
Syn Eliesera Labaszynskiego i Berty Labaszynskiej z domu Berisch. Miał dwoje dzieci, tj. Gabriel Lippmann Labaszynski (ok. 1845 – zm. 1918) i Louise Labaszynski po mężu Berlowitz (1848-1921), które przyszły na świat w Babimoście.